# ルートヴィヒ・レルシュタープ
ハインリヒ・フリードリヒ・ルートヴィヒ・レルシュタープ（Heinrich Friedrich Ludwig Rellstab 1799年4月13日 - 1860年11月27日）は、ドイツの詩人、音楽評論家。

## 生涯
レルシュタープはベルリンに生まれた。父は音楽出版業を営み作曲家でもあったヨハン・カール・フリードリヒ・レルシュタープである。腕利きのピアニストであったレルシュタープは『Vossische Zeitung』などの様々な雑誌に論評を発表し、自らも音楽雑誌『Iris im Gebiete der Tonkunst』を創刊、1830年から1841年にかけてベルリンで刊行された。彼はベルリンにおけるガスパーレ・スポンティーニの影響に関して無遠慮に批判をおこなった咎により1837年に投獄されている。
音楽評論家として多大な影響力があったレルシュタープは、それゆえに19世紀半ばにドイツで国家主義的な目的に使用され得る音楽を決定するにあたって、ある程度の権力を有していた。フランクフルトで「音楽評論上の有効な独占権」を持ち、著作物が人気を集めていたレルシュタープに認められることが、ドイツ国家主義がみられた地域におけるあらゆる音楽家のキャリアにとって重要だったのだろう。
シューベルトの歌曲集『白鳥の歌』中、7曲の歌詞はレルシュタープの作品であるが、それらは1825年にベートーヴェンに託されたものが助手のアントン・シンドラーによってシューベルトへと受け渡されたものであった。リストもレルシュタープの詩に音楽を書いている。また、レルシュタープはベートーヴェンのピアノソナタ第14番 作品27-2に有名な『月光』という愛称を付けたことでも知られる。
レルシュタープはベルリンに没した。

## 著作
- Henriette oder die schöne Sängerin. eine Geschichte unserer Tage. (1826)
- Über mein Verhältnis als Kritiker zu Herrn Spontini als ersten Komponist und Generalmusikmeister in Berlin (1827)
- Algier und Paris im Jahre 1830. Zwei Novellen. (3 Bde., Berlin 1831)
- 1812. Ein historischer Roman. (4 Bde., Leipzig 1834)
- Gesammelte Schriften. (20 Bde. Leipzig 1843–1848. - Neue Ausgabe, 24 Bde., Leipzig 1859–1861)
- Aus meinem Leben. (2 Bde., Berlin 1861)
- Auf den Spuren Napoleons. Historischer Roman. Area-Verlag, Erftstadt 2004, ISBN 3-89996-090-4

## オペラと戯曲
- Dido. Oper （1823年） 音楽 ベルンハルト・クライン
- Karl der Kühne. Historische Tragödie （1824年）
- Die Venezianer. Drama in fünf Akten （1837年）
- Eugen Aram. Schauspiel （1839年 おおまかにエドワード・ブルワー＝リットンに基づく）
- Franz von Sickingen. Historische Tragödie （1843年）